# Mée (Oudon)
Die Mée ist ein kleiner Fluss in Frankreich, der im Département Mayenne in der Region Pays de la Loire verläuft. Sie entspringt an der Gemeindegrenze von Laubrières und Cuillé, entwässert generell Richtung Südost und mündet nach rund 16 Kilometern im Gemeindegebiet von Livré-la-Touche als rechter Nebenfluss in den Oudon.

## Orte am Fluss
(Reihenfolge in Fließrichtung)
- Le Pas, Gemeinde Cuillé
- Pingenay, Gemeinde Laubrières
- Les Brardières, Gemeinde Méral
- Soulioche, Gemeinde Laubrières
- Beau Chêne, Gemeinde Ballots
- Livré, Gemeinde Livré-la-Touche